# 倫巴第維爾 (伊利諾伊州)
倫巴第維爾（英語：Lombardville）是位於美國伊利諾伊州斯塔克縣的一個非建制地區。該地的面積和人口皆未知。

## 地理
倫巴第維爾的座標為41°13′16″N 89°39′30″W / 41.22111°N 89.65833°W，而該地的平均海拔高度為229米（即751英尺）。